# Cressa cretica
Cressa cretica — вид рослин з родини берізкових (Convolvulaceae); зростає у південній Європі, Африці й Азії.

## Опис
Багаторічна трав'яниста рослина з розгалуженим кореневищем. Стебла завдовжки до 40 см, спочатку прямостійні, згодом лежачі, в основі дерев'янисті, значно гіллясті вгорі, гілки волосисті. Листки ущільнені, сидячі, від яйцювато-ланцетних до яйцюватих, 2.5–9 × 1–6 мм, верхівка гостра, запушена. Чашечка яйцювата, 3–4 мм завдовжки, чашолистки зворотнояйцеподібні, різко гострі, шовковисто запушені. Віночок рожево-білий, завдовжки 5–6 мм, трубка і часточки приблизно однакової довжини. Плід яйцеподібний, 3–4 мм завдовжки. Насіння зазвичай 1, блискуче, 2.5–3 × 1.6–2.1 мм. 2n = 28..

## Поширення
Поширений у південній Європі, Північній і Центральній Африці, західній і центральній Азії і на південній схід до Шрі-Ланки; також зростає у південно-східній Азії й Австралії.
Мешкає в солоних оазах або в сезонних вологих западинах у вологих піщаних районах, включно з тимчасовими водоймами та болотами.

## Використання
Ця рослина має широке застосування в традиційній медицині. Насіння також перемелюють у борошно і їдять під час голоду.

## Охорона
Цей вид занесений до Червоної книги Франції та Італії. Він відомий із заповідних територій Середземномор'я.